# Amplaster
Amplaster is een geslacht van uitgestorven zee-egels uit de familie Monophorasteridae. Vertegenwoordigers van dit geslacht zijn slechts als fossiel bekend.